# هادی شکوری
هادی شکوری (زادهٔ ۱۲ اردیبهشت ۱۳۶۱) بازیکن سابق و سرمربی کنونی فوتبال اهل ایران است و درحال حاضر به عنوان دستیار سرمربی در باشگاه فوتبال استقلال فعالیت میکند.
وی همچنین کاپیتان سابق استقلال تهران بوده است و در تیم های باشگاهی پاس تهران، العربی قطر، ذوب آهن اصفهان و.. بازی انجام داده است.

## زندگی شخصی
هادی شکوری اصالتاً اهل شهرستان ماسال در استان گیلان است و در محله آزادی تهران به دنیا آمده است و دارای پسری به نام آرشا شکوری است وی دروازه‌بان باشگاه فوتبال هوادار در لیگ برتر خلیج فارس است و سابقه بازی در تیم‌های پایه استقلال و سایپا را دارد.

## دوران بین‌المللی
شکوری در اوت ۲۰۰۵ مقابل لیبی نخستین بازی ملی خود را انجام داد.

## دوران مربیگری

### جوانان استقلال
وی در فصل ۲۰۱۹ سرمربی تیم جوانان استقلال شد و توانست پرسپولیس را در هفته دوم لیگ با دو گل شکست دهد.

## افتخارات
- قهرمانی در لیگ برتر فوتبال ایران ۸۳-۸۲ به همراه تیم پاس تهران
- قهرمانی در لیگ برتر فوتبال ایران ۸۸-۸۷ به همراه تیم استقلال تهران